# Superman (singel Kubiego Producenta)
Superman – singel polskich raperów Kubiego Producenta, Young Multiego i Żabsona, promujący album studyjny, zatytułowany +18. Singel został wydany 13 lipca 2018.
Nagranie otrzymało w Polsce status podwójnej platynowej płyty.

## Geneza utworu i historia wydania
Utwór napisali i skomponowali Jakub Salepa, Mateusz Zawistowski i Michał Rychlik.
Singel ukazał się w formacie digital download 13 maja 2018 w Polsce za pośrednictwem wytwórni płytowej Sony Music Entertainment Poland. Kompozycja została umieszczona na debiutanckim albumie studyjnym Kubiego Producenta – +18.

## Teledysk
Do utworu powstał teledysk, który udostępniono w dniu premiery singla za pośrednictwem serwisu YouTube.

## Lista utworów
- Digital download[5]

1. „Superman” – 3:03

## Certyfikaty
| Kraj          | Certyfikat         |
| ------------- | ------------------ |
| Polska (ZPAV) | 2x platynowa płyta |